# カボたん
カボたんは、大分県のマスコットキャラクター。2003年に開催された第20回全国都市緑化フェア「おおいた 緑・香り 夢フェスタ'03」のマスコットとして登場、2005年には大分県の初代イメージキャラクターに就任した後、めじろんに「大分県応援団“鳥”」としてその役目を引き継いでからは、大分県庁の内部組織である大分県カボス振興協議会のマスコットとなった。カボスそのもののPRを専業としている。

## 概要
大分県の特産品であるカボスをモチーフにしたキャラクター。
公募により集まった941点の中からデザインが、5598点の中から愛称が決定された。誕生日はデザインが決定した平成13年10月27日。性別は未定。血液型は果汁100%。一番の楽しみは温泉に入ること。
大分朝日放送の番組「れじゃぐるテレビ」によれば身長197cm、体重67kg、足のサイズ42cm。
2002年11月23日、東京ドームシティアトラクションズにて開催されたみうらじゅん主催の「ゆるキャラショー」において、25体中5位の人気を獲得した。また、2007年4月20日放送のTVチャンピオン「ゆるキャラ日本一決定戦」に大分県代表として出場したが予選落ちした。